# Kobingersteg

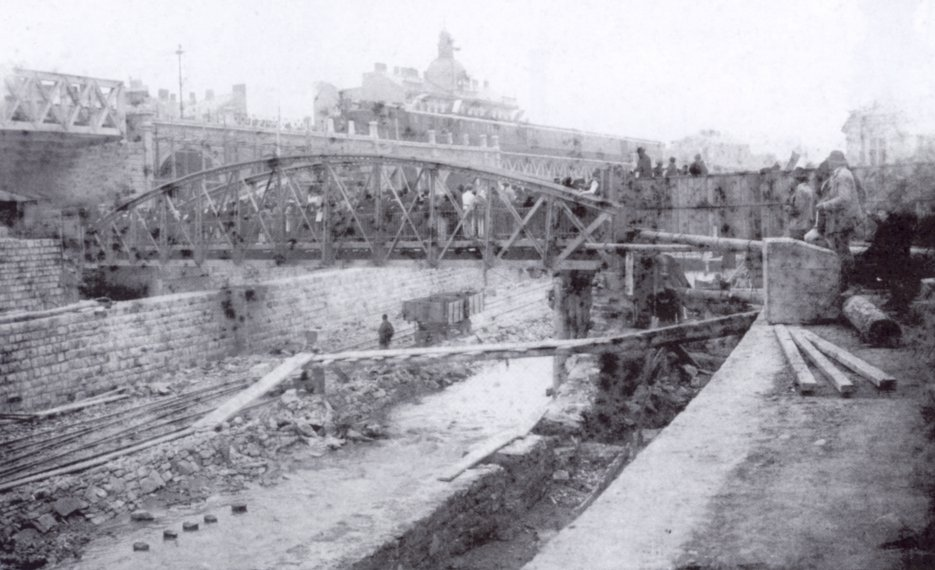
Der Kobingersteg im Jahr 1898

Der Kobingersteg in Wien war ein Fußgängersteg über den Wienfluss, der die Kobingergasse in Meidling mit der Pfeiffergasse in Rudolfsheim-Fünfhaus verband.

## Geschichte

### 1831–1851
Der erste Kobingersteg wurde 1831 von der Gemeinde Gaudenzdorf als zweiter Verbindungsweg zu dem im heutigen 15. Wiener Gemeindebezirk Rudolfsheim-Fünfhaus gelegenen Ortsteil geschaffen. Finanziert wurde dieser hölzerne Steg, der nach dem 1841 verstorbenen Ortsrichter von Gaudenzdorf, Adam Kobinger, benannt wurde, vor allem aus den Einnahmen der Eisgewinnung aus dem Wienfluss. Zerstört wurde dieser Steg durch ein Wienflusshochwasser am 18. Mai 1851.

### 1851–1887
Der im Dezember 1851 wiederhergestellte Steg wurde 1886 als etwa 1,5 Meter breiter und schräg zur Wien stehender Holzsteg mit einer Länge von fast 35 Metern auf drei Jochen beschrieben.
Wichtig war der Kobingersteg für die südlich des Wienflusses liegende Hälfte von Gaudenzdorf, da er die kürzeste Verbindung zu der damals durch die Pfeiffergasse und Diefenbachgasse führenden Pferdetramway – der späteren Straßenbahnlinie 8 – darstellte.

### 1887–1969
Wegen der immer stärker werdenden Benutzerfrequenz wurde 1887 der hölzerne Steg durch eine Stahlkonstruktion ersetzt. Errichtet wurde eine Fußgängerbrücke mit gebogenen Obergurten. An den Auflagern besaßen die Träger des Fachwerks eine Höhe von ungefähr 1,8 Metern und in der Brückenmitte von 4 Metern beziehungsweise 3,2 Metern über dem Niveau des Gehsteiges.
Während der Wienflussregulierung wurde am 11. Juli 1898 ein hölzerner Notsteg neben der stählernen Brücke errichtet, um das erst zehn Jahre alte Tragwerk instand setzen und wegen der für die Stadtbahn notwendigen lichten Durchfahrtshöhe heben zu können. Nach einer am 3. Dezember des gleichen Jahres erfolgten Belastungsprobe und der Errichtung einer Stiegenanlage zum bisher niveaugleichen Kobingersteg wurde dieser am 20. Dezember 1898 wieder für den Fußgängerverkehr freigegeben. Da der Kobingersteg auch als Rohrbrücke für drei Gasleitungen vom Gaudenzdorfer Gaswerk genutzt wurde, mussten diese vorübergehend gesperrt und umgelegt werden.
Wegen der Errichtung der dreispurigen Linken Wienzeile in diesem Abschnitt musste der Kobingersteg 1969 abgebrochen werden.

### Gürtellinie der Wiener Stadtbahn
Bei der Errichtung jener Rampe, über die die Wiener Stadtbahn im Anschluss an die Wientalbrücke zur Station Meidling Hauptstraße abgesenkt wurde, wurden drei Viaduktbögen ausgelassen und an ihrer Stelle die 37 Meter lange Brücke über den Kobingersteg gebaut. Die große Öffnung sollte als Durchfahrtsöffnung für eine später zu errichtende Straßenbrücke dienen. Diese Brücke fiel so wie die gesamte Rampe dem Umbau auf den Betrieb mit der U6 zum Opfer.